# Coppa dei Campioni 1970-1971 (pallamano maschile)
La Coppa dei Campioni 1970-1971 è stata l'11ª edizione della massima competizione europea di pallamano riservata alle squadre di club. Il torneo ha avuto inizio il 15 ottobre 1970 e si è concluso il 2 aprile 1971. Il titolo è stato conquistato dai tedeschi del Gummersbach per la terza volta nella loro storia, la seconda consecutiva, sconfiggendo in finale i rumeni della Steaua Bucarest.

## Risultati

### Primo turno
| Squadra 1            | Totale  | Squadra 2            | Andata  | Ritorno |
| -------------------- | ------- | -------------------- | ------- | ------- |
| Budapesti Elektromos | 22 - 32 | SoIK                 | 13 - 17 | 9 - 15  |
| Buscaglione Roma     | 16 - 72 | Sittardia            | 10 - 24 | 6 - 48  |
| Dimitrov Sofia       | 29 - 24 | Dudelange            | 20 - 11 | 9 - 13  |
| Edelweiss Linz       | 21 - 57 | MAI Mosca            | 11 - 26 | 10 - 31 |
| Granollers           | 51 - 22 | Royal Olympic Club   | 28 - 11 | 23 - 11 |
| GC Amicitia Zurigo   | 27 - 37 | Magdeburgo           | 16 - 17 | 11 - 20 |
| Fram                 | 32 - 39 | Ivry                 | 16 - 15 | 16 - 24 |
| Oslo-Studentenes     | 36 - 31 | UK-51                | 18 - 20 | 18 - 11 |
| Spojnia Gdańsk       | 37 - 44 | Frisch Auf Göppingen | 21 - 20 | 16 - 24 |

### Ottavi di finale
| Squadra 1        | Totale  | Squadra 2            | Andata  | Ritorno |
| ---------------- | ------- | -------------------- | ------- | ------- |
| Dimitrov Sofia   | 21 - 31 | SoIK                 | 10 - 16 | 11 - 15 |
| Dukla Praga      | 39 - 29 | Odense               | 20 - 13 | 19 - 16 |
| MAI Mosca        | ? - ?   | Sporting CP          | ? - ?   | ? - ?   |
| Granollers       | 38 - 34 | Ivry                 | 24 - 22 | 14 - 12 |
| Gummersbach      | 33 - 24 | Frisch Auf Göppingen | 20 - 12 | 13 - 12 |
| Hapoel Ramat Gan | 19 - 58 | Partizan Bjelovar    | 11 - 27 | 8 - 31  |
| Sittardia        | 42 - 63 | Magdeburgo           | 21 - 30 | 21 - 33 |
| Steaua Bucarest  | 55 - 29 | Oslo-Studentenes     | 30 - 14 | 25 - 15 |

### Quarti di finale
| Squadra 1   | Totale  | Squadra 2         | Andata  | Ritorno |
| ----------- | ------- | ----------------- | ------- | ------- |
| Gummersbach | 41 - 26 | Granollers        | 25 - 14 | 16 - 12 |
| Magdeburgo  | 27 - 29 | Partizan Bjelovar | 18 - 15 | 9 - 14  |
| SoIK        | 22 - 29 | Steaua Bucarest   | 12 - 11 | 10 - 18 |
| Sporting CP | ? - ?   | Dukla Praga       | ? - ?   | ? - ?   |

### Semifinali
| Squadra 1         | Totale  | Squadra 2       | Andata  | Ritorno |
| ----------------- | ------- | --------------- | ------- | ------- |
| Partizan Bjelovar | 27 - 31 | Steaua Bucarest | 18 - 14 | 9 - 17  |
| Sporting CP       | 28 - 50 | Gummersbach     | 17 - 25 | 11 - 25 |

### Finale
| Dortmund 2 aprile 1971 | Gummersbach | 17 – 16 | Steaua Bucarest |  |